# Rio Coteşti
O Rio Coteşti é um rio da Romênia, afluente do Oreavul, localizado no distrito de Vrancea.